# Rezolucja Rady Bezpieczeństwa ONZ nr 2115
Rezolucja Rady Bezpieczeństwa ONZ nr 2115 została przyjęta jednomyślnie 29 sierpnia 2013 r.
Rada przedłużyła mandat Sił Pokojowych ONZ w Libanie na kolejny rok, do dnia 31 sierpnia 2014 r.